# Heithem Chenitef
Heithem Chenitef (* 30. Januar 2004) ist ein algerischer Mittelstreckenläufer, der sich auf den 800-Meter-Lauf spezialisiert hat.

## Sportliche Laufbahn
Erste Erfahrungen bei internationalen Meisterschaften sammelte Heithem Chenitef im Jahr 2021, als er bei den U20-Weltmeisterschaften in Nairobi mit 1:49,57 min im Halbfinale über 800 Meter ausschied. Im Jahr darauf siegte er in 1:48,75 min bei den Arabischen U20-Meisterschaften in Radès und gelangte dort im 1500-Meter-Lauf mit 3:55,95 min auf den elften Platz. Anschließend gewann er bei den U20-Weltmeisterschaften in Cali in 1:47,61 min die Silbermedaille über 800 Meter. 2023 belegte er bei den U20-Afrikameisterschaften in Ndola in 1:49,37 min den vierten Platz, ehe er bei den Arabischen U23-Meisterschaften in Radès mit 1:47,74 min die Silbermedaille gewann. Zudem gewann er dort mit der algerischen 4-mal-400-Meter-Staffel in 3:07,46 min die Goldmedaille. Im Jahr darauf siegte er bei den Arabischen U23-Meisterschaften in Ismailia in 1:51,61 min und 4:01,16 min über 800 und 1500 Meter. 2025 erreichte er bei den Hallenweltmeisterschaften in Nanjing das Halbfinale über 800 Meter und schied dort mit 1:47,30 min aus. Anschließend siegte er in 1:50,83 min bei den Arabischen Meisterschaften über 800 Meter.

## Persönliche Bestzeiten
- 800 Meter: 1:45,23 min, 8. Juni 2024 in Straßburg
  - 800 Meter (Halle): 1:47,30 min, 22. März 2025 in Nanjing
- 1500 Meter: 3:41,96 min, 21. Juli 2024 in Schifflange